# Lago Lalolalo

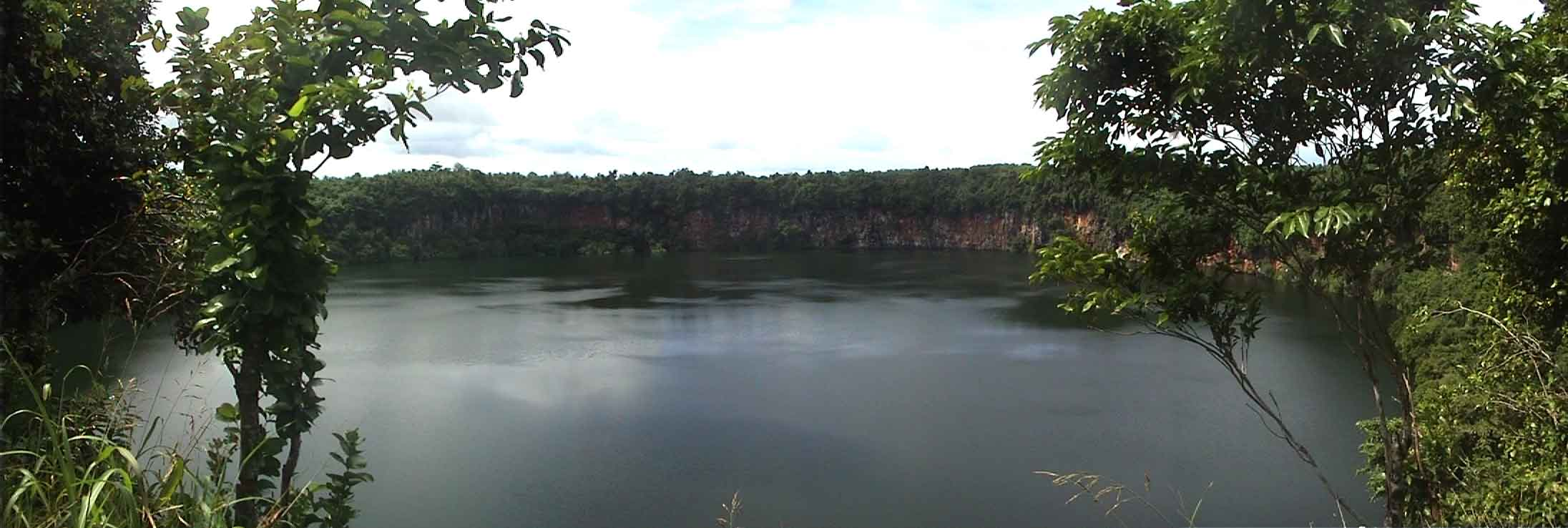
Vista del lago Lalolalo.

Lalolalo es un lago en Wallis, una isla en el Océano Pacífico que forma parte de Wallis y Futuna. Con una superficie de doce hectáreas, este lago de cráter es la mayor masa de agua de esta comunidad francesa de ultramar. Solo alberga dos especies de peces: Oreochromis mossambicus (introducido) y Anguilla obscura. La presencia de estos últimos en ausencia de comunicación conocida con el mar es sorprendente. Sin embargo, el alto contenido en sal de las aguas profundas del lago sugiere una comunicación con el agua salada.
El lago, rodeado por selva, tiene la forma de un círculo casi perfecto con escarpados acantilados rocosos de 30 metros de altura.